# Остин, Мо
Мо О́стин (англ. Mo Ostin, при рождении Моррис Меер Островский; 27 марта 1927, Нью-Йорк, Нью-Йорк — 31 июля 2022, Лос-Анджелес, Калифорния) — американский звукорежиссёр. Глава Warner Bros. Records с начала 1970-х по середину 1990-х годов.

## Биография
Родился в еврейской семье, бежавшей из России во время революции. Остин посещал среднюю школу Фэрфакс в Лос-Анджелесе и изучал экономику и право в Калифорнийском университете в Лос-Анджелесе. Начал свою карьеру в середине 1950-х годов в качестве контролера в Clef Records, звукозаписывающей компании.
В 2003 году заслуги Мо Остина перед музыкальной индустрией были высоко отмечены — он был принят в Зал славы рок-н-ролла в категории «Неисполнители». (С 2008 года эта категория называется «Премией Ахмета Эртегюна за жизненные достижения» — в честь музыкального продюсера и бизнесмена, одного из основателей Зала славы рок-н-ролла.)
Скончался 31 июля 2022 года.